# اقتصاد هدیه
اقتصاد هدیه یا فرهنگ کادو ، سیستم داد و ستدی است که در آن اشیاء با ارزش فروخته نمی شوند، بلکه بدون توافق مشخصی با هدف پاداش های فوری یا آتی داده می شوند.  هنجارها و آداب و رسوم اجتماعی بر هدیه دادن در فرهنگ هدیه حاکم است. اگر چه انتظارات متقابل وجود دارد، هدایا در مبادله صریح کالا یا خدمات با پول ، یا کالا یا خدمات دیگری داده نمی شود.  این در تضاد با اقتصاد بازار یا دادوستد پایاپای است که در آن کالاها و خدمات عمدتاً به طور صریح با ارزش دریافتی مبادله می شوند.